# روجرو لئونکاوالو
روجرو لئونکاوالو (انگلیسی: Ruggero Leoncavallo؛ زاده ۲۳ آوریل ۱۸۵۷ درگذشته ۹ اوت ۱۹۱۹) یک آهنگساز بود.